# Berengária af Portugal
Berengaria eller Bengerd (født ca. 1197 i Portugal, død 27. marts 1221 i Danmark) var dronning af Danmark fra 1214 og til sin død. Hendes navn er en latiniseret udgave af det portugisiske navn Berenguela. I Rydårbogen benævnes hun Bringenilæ; andre steder Bengierdt og beslægtede former.

## Baggrund
Hun var det tiende barn af af den portugisiske konge Sancho 1. og Dulce af Aragonien. Hendes mor døde allerede i 1198, hendes far i 1212; men allerede i 1211 havde hendes bror Alfons 2. tilranet sig kongemagten, og forsøgte så at fratage sine søskende deres fædrene arv. Det er måske årsagen til, at Berengaria kom til Flandern, hvor en anden bror, Ferrando eller Ferdinand, var blevet greve takket være et ægteskab, arrangeret af kong Filip 2. af Frankrig. 

## Dronning af Danmark
Berengaria blev præsenteret for kong Valdemar Sejr gennem hans søster, Ingeborg, der var blevet gift med kong Filip 2., før han nærmest omgående forstødte hende. Berengaria blev gift med Valdemar Sejr i maj 1214. Deres bryllup omtales i en nederlandsk kilde, Reineri Annales.  I Valdemarårbogen kaldes hun ved samme lejlighed "grev Ferrando af Flanderns søster". Ægteskabet blev nok arrangeret som et træk i grevens diplomatiske spil, da han allierede sig med kong Johan af England og kejser Otto 4. af Tyskland mod den franske konge (som ellers havde hjulpet ham til magten i Flandern) og ønskede støtte også fra Danmark. Omfanget af Berengarias morgengave er ukendt; men den blev stadfæstet af paverne Innocens 3. og Honorius 3., og det var usædvanligt. 
I et kongeligt diplom udstedt på kongsgården på Samsø i 1216 optræder Berengaria som brevvidne. Ved løskøbelsen af Valdemar og hans ældste søn, Valdemar den Unge, fra fangenskabet på Lyø i 1225 - altså efter hendes død - indgik i løsesummen "alt det guld, som havde hørt til dronningens pryd, med undtagelse af kronen, og det hun før sin død havde givet kirker og klostre".  Dermed er Berengaria den første danske dronning, hvis krone findes omtalt. 
Rimeligvis var det et ønske om at bevare tilknytningen til Portugal, der fik Valdemar Sejr som enkemand til at arrangere et ægteskab mellem Valdemar den Unge og Berengarias brordatter Eleonore af Portugal, Alfonso 2.s datter. Ligesom sin faster døde Eleonore i barsel og blev gravlagt under det samme kirkegulv i Ringsted. 

## Efterkommere
Berengaria blev mor til tre sønner, der alle blev konger af Danmark, og en datter:
- Erik (1216-50), konge 1241-50
- Sofia (1217-47), gift med markgreven af Brandenburg, Johan 1. (1213-66)
- Abel (1218-52), konge 1250-52
- Christoffer (1219-59), konge 1252-59

## Død og eftermæle
Berengaria døde angiveligt i barselsseng ligesom sin forgænger, Dagmar. Hun ligger begravet i Skt. Bendts Kirke i Ringsted. Hun havde ry for at være ualmindelig smuk. Da kong Frederik 7. i 1855 fik åbnet hendes grav, fandtes den forstyrret; i den lå skelettet af en omkring 160 cm høj kvinde; noget silketøj og hendes fletning. Anatomiprofessor Ib Pedersen, som var med til udgravningen, blev så begejstret over Berengarias hovedskal, med helt fejlfrie tandrækker, at han fik kongens tilladelse til at tage en gipsafstøbning af den. Afstøbningen kan ses i Skt. Bendts Kirke.

## Sagnet om Bengerd
Berengaria blev i de senere folkeviser skildret som stolt, hård og ond; en sand modsætning til Valdemars første dronning, Dagmar, der på sit dødsleje med folkevisens ord frarådede sin mand at ægte Berengaria, for "hun er så besk en blomme".
Folkevisen beskriver Berengaria som smuk, modig og dristig, men også grisk, forfængelig og hård. Hun skulle i morgengave have krævet Samsø og en guldkrone af hver en adelsjomfru ved hoffet. "I må bede om lidt mindre," sagde kongen, "der er så mangen enlig mø, som haver neppe det tørre brød." Ifølge folkevisen forlangte Berengaria af de adelige fruer, at de ikke måtte bære skarlagen, og at bønder ikke måtte ride til hest.
Folkevisen lader hende dø i krigsfærd med kongen, hvor hun bliver krigens første offer – hvorefter kongen vinder en herlig sejr:
Og nu ligger Bengerd i evig Uro,
enden (endelig) haver Bonden Hest og Ko.
Men ilde er hørt fru Bengerds Navn,
for hun var ikke på Menigmands Gavn."
Folkevisernes kildeværdi er tvivlsom, da de først blev nedskrevet i 1500-tallet. De har alligevel medførte en vurdering af hende, som Arild Huitfeldt opsummerer: "Hun var ond og rådede til at skatte bønder og almue. Fik skyld for alt det, ilde var gjort. Så nu har vi det ordsprog, at vi kalder en ond kvinde Bengierdt." 